# Cząstka mego serca
Cząstka mego serca. Pamiętnik z lat wojny – pamiętnik z okresu II wojny światowej, autorstwa Wandy Przybylskiej, córki małżeństwa nauczycielskiego, które ukrywało Żydów w mieszkaniu przy ul. Pańskiej 6 w Warszawie.
Przybylska rozpoczęła pisanie pamiętnika mając 12 lat, w okresie od lipca 1942 do 29 sierpnia 1944. Zginęła 4 września 1944 w walkach powstania warszawskiego na Powiślu. Dzieło miało kilka wydań. Ukazało się w Danii, we Włoszech, Francji, w Niemczech, a także w Japonii. W Polsce zostało ogłoszone drukiem dwukrotnie - w latach 1964 i 1985 (wcześniej fragmenty publikowała Polityka wraz z omówieniem Marii Rutkiewicz). 
W nastroju Pamiętnik zbliżony jest do dzieł Anny Frank, czy Dawida Rubinowicza. Pokazuje tragizm losu dzieci podczas działań wojennych, czy okupacyjnych. Najbardziej wstrząsające są ostatnie strony, dotyczące walk powstańczych i sytuacji ludności cywilnej narażonej na ostrzał, bombardowania i głód. Pamiętnik uzupełniony był fragmentami twórczości dziecięcej Przybylskiej, m.in. wypracowaniem zatytułowanym Warszawa za lat dwadzieścia.